# Institut du droit de la paix et du développement
L'Institut du droit de la paix et du développement (IDPD) est un institut de recherche et d'enseignement spécialisé en droit de la paix et en droit économique. C'est avec l'Institut international de droit humanitaire (IIHL) (San Remo) et l'Académie de droit international de La Haye (deux institutions avec lesquelles l'IDPD entretient des relations continues-d'ailleurs avec l'IIHL un double diplôme est proposé) une institution importante[réf. nécessaire] dans le domaine du droit international public et européen en ce qui concerne les questions de paix. Cet institut forme des étudiants en droit comparé (Europe, Asie, Afrique, Moyen-Orient, États-Unis). Certains étudiants de l'Institut suivent en parallèle des études de langues orientales et parfois de droit spécialisé (droits asiatiques, droit américain, droits du Moyen-Orient etc.). L'IDPD offre la possibilité à ses étudiants de faire dès le mémoire des recherches sur le droit indien, le droit chinois, etc.

## Historique
L'IDPD a été fondé en 1968 par René-Jean Dupuy (juriste et philosophe français d'origine tunisienne qui fut professeur de la Chaire de droit international du Collège de France). Lors de sa création, l'IDPD n'était pas le département de droit de l'université de Nice mais un institut singulier, formant un centre rattaché à l'université de Nice en tant qu'UFR.

## Formations proposées
La formation de master 1 est proposée conjointement avec l'Université Côte-d'Azur. Il s'agit d'un master en droit international et européen.
En master 2, six spécialités sont offertes :
- Droit international et européen public et privé (recherche),
- Gouvernance et financement du développement (recherche et professionnel),
- Droit de l'environnement, des espaces et ressources maritimes et de l'aménagement du littoral (professionnel),
- Droit et pratique des affaires internationales (professionnel),
- Droit européen des affaires (professionnel),
- Sécurité internationale, défense, intelligence économique (professionnel).

Enfin, l'institut propose, avec l'Institut international de droit humanitaire de Sanremo, un diplôme universitaire transfrontalier de « Droit international humanitaire ».

## Activités de recherche
Les activités de recherche de l'IDPD repose sur deux laboratoires de recherches : le Centre d'études du droit des organisations européennes (CEDORE) et le Groupement d'études et de recherches sur le droit international et comparé (GEREDIC).

## Organisation

### Partenariats
Partenariats :
- Institut international de droit humanitaire (Sanremo, Genève)
- Institut du droit économique de la mer (Monaco)
- Écoles officiers de l'Armée de l'air (Provence)
- École des commissaires des armées (Provence)
- Nations unies - Nippon Foundation Fellowship

### Professeurs invités
- Peter Tomka : magistrat slovaque, président de la Cour internationale de justice[8]
- Robert Kolb : juriste suisse, professeur de droit de l'institut de hautes études internationales et du développement[9]

### Anciens élèves
- Igor Delanoë
- Didier Gamerdinger
- S.M. Mohammed VI
- Hubert Oulaye
- Marc Reverdin
- Yong Xiang Shen